# Дінгволл
Дінгволл (англ. Dingwall, шотл. гел. Inbhir Pheofharain) — містечко в Шотландії, в області Гайленд, розташоване за 24 км північніше від міста Інвернесс. Населення становить 5 026 осіб (у 2001 році).
Давньоскандинавською мовою «Þingvöllr» означає «Місце зустрічі».
Історічними місцями є один з найбільших замків Шотландії «Замок Дінгволл», а також «Замок Тулох» за межами містечка.
У середньовіччя Дінгволл був королівським містечком від короля Шотландії Александра II до останнього короля Шотландії Якова IV.
У 1411 році поблизу міста відбулась битва при Дінгволлі між представниками кланів Макей та Макдональд.

## Транспорт
Залізнична станція Дінгволл (англ. Dingwall railway station) здійснює перевезення пасажирів і вантажів по залізничним гілкам «Фер Норт Лайн» (англ. Far North Line) та «Кайл Локхелш Лайн» (англ. Kyle of Lochalsh Line).

## Українська громада
У 1949 році в околицях Дінгволла встановлено пам'ятний знак — Тризуб з написом "1949. The Ukraine". Найімовірніше Тризуб було споруджено військовополоненими з числа вояків дивізії «Галичина», яких прийняла Велика Британія після Другої світової війни.